# Payra-sur-l'Hers
Payra-sur-l'Hers  est une commune française située dans le nord-ouest du département de l'Aude, en région Occitanie.
Sur le plan historique et culturel, la commune fait partie du Lauragais, l'ancien « Pays de Cocagne », lié à la fois à la culture du pastel et à l’abondance des productions, et de « grenier à blé du Languedoc ». Exposée à un climat méditerranéen, elle est drainée par l'Hers-Mort, la Ganguise, le Jammas, le ruisseau de brance, le ruisseau des Tuiles et par divers autres petits cours d'eau. La commune possède un patrimoine naturel remarquable : un site Natura 2000 (le « piège et collines du Lauragais ») et deux zones naturelles d'intérêt écologique, faunistique et floristique.
Payra-sur-l'Hers est une commune rurale qui compte 208 habitants en 2022, après avoir connu un pic de population de 585 habitants en 1851. Elle fait partie de l'aire d'attraction de Castelnaudary. Ses habitants sont appelés les Payranais ou  Payranaises.
Le patrimoine architectural de la commune comprend deux  immeubles protégés au titre des monuments historiques : l'église de la Sainte-Vierge, classée en 1932 et inscrite en 1932, et le château, classé en 1984 et inscrit en 1984.

## Géographie
Commune située dans le Lauragais sur l'Hers-Mort.

### Communes limitrophes
Les communes limitrophes sont  Fonters-du-Razès, Mas-Saintes-Puelles, Mayreville, Montauriol, Peyrefitte-sur-l'Hers, Saint-Amans et Villeneuve-la-Comptal.
| Montauriol            | Mas-Saintes-Puelles | Villeneuve-la-Comptal |
| Peyrefitte-sur-l'Hers | Payra-sur-l'Hers    |                       |
| Mayreville            | Saint-Amans         | Fonters-du-Razès      |

### Hydrographie
La commune est dans le bassin de la Garonne, au sein du bassin hydrographique Adour-Garonne. Elle est drainée par l'Hers Mort, la Ganguise, le Jammas, le ruisseau de brance, le ruisseau des Tuiles, le ruisseau de Boucenac, le ruisseau de la Jasse, le ruisseau de la Péguille, le ruisseau de Migou, le ruisseau de Nadiou, le ruisseau de Sourrète et par divers petits cours d'eau, qui constituent un réseau hydrographique de 32 km de longueur totale,.
L'Hers-Mort, d'une longueur totale de 89,3 km, prend sa source dans la commune de Laurac et s'écoule du sud-est vers le nord-ouest. Il traverse la commune et se jette dans la Garonne à Grenade, après avoir traversé 40 communes.
La Ganguise, d'une longueur totale de 16,7 km, prend sa source dans la commune de Villeneuve-la-Comptal et s'écoule du sud-est vers le nord-ouest. Elle traverse la commune et se jette dans l'Hers-Mort à Beauteville, après avoir traversé 10 communes.
Le Jammas, d'une longueur totale de 11,8 km, prend sa source dans la commune de Saint-Amans et s'écoule du sud-est vers le nord-ouest. Il traverse la commune et se jette dans l'Hers-Mort à Salles-sur-l'Hers, après avoir traversé 7 communes.

### Climat
Pour des articles plus généraux, voir Climat de l'Occitanie et Climat de l'Aude.
En 2010, le climat de la commune est de type climat du Bassin du Sud-Ouest, selon une étude s'appuyant sur une série de données couvrant la période 1971-2000. En 2020, Météo-France publie une typologie des climats de la France métropolitaine dans laquelle la commune est exposée à un climat océanique altéré et est dans la région climatique Aquitaine, Gascogne, caractérisée par une pluviométrie abondante au printemps, modérée en automne, un faible ensoleillement au printemps, un été chaud (19,5 °C), des vents faibles, des brouillards fréquents en automne et en hiver et des orages fréquents en été (15 à 20 jours).
Pour la période 1971-2000, la température annuelle moyenne est de 12,9 °C, avec une amplitude thermique annuelle de 15,6 °C. Le cumul annuel moyen de précipitations est de 850 mm, avec 10,2 jours de précipitations en janvier et 5,5 jours en juillet. Pour la période 1991-2020, la température moyenne annuelle observée sur la station météorologique la plus proche, située sur la commune de Castelnaudary à 10 km à vol d'oiseau, est de 14,1 °C et le cumul annuel moyen de précipitations est de 707,4 mm,. Pour l'avenir, les paramètres climatiques de la commune estimés pour 2050 selon différents scénarios d'émission de gaz à effet de serre sont consultables sur un site dédié publié par Météo-France en novembre 2022.

### Milieux naturels et biodiversité

#### Réseau Natura 2000

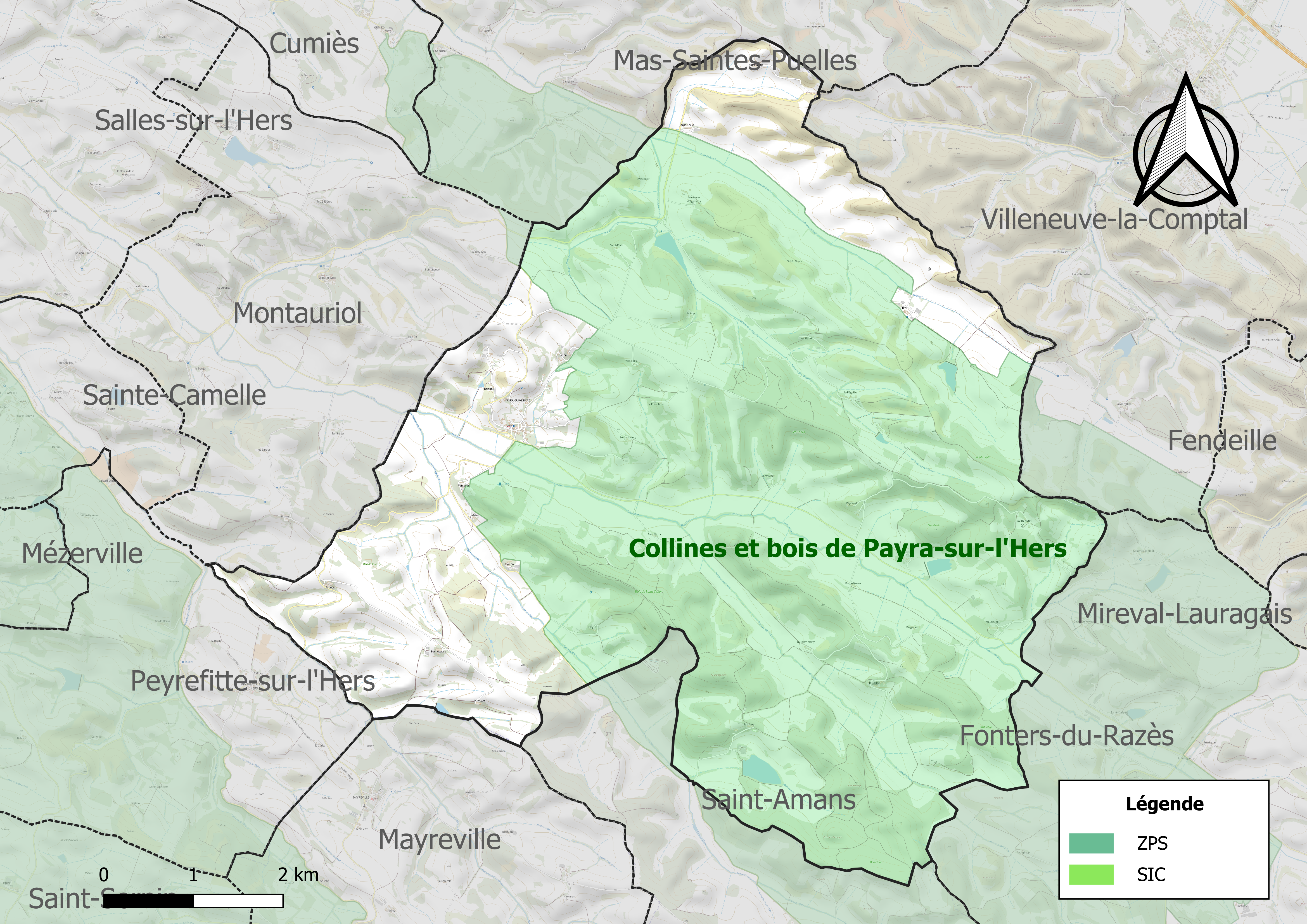
Sites Natura 2000 sur le territoire communal.

Le réseau Natura 2000 est un réseau écologique européen de sites naturels d'intérêt écologique élaboré à partir des directives habitats et oiseaux, constitué de zones spéciales de conservation (ZSC) et de zones de protection spéciale (ZPS).
Un site Natura 2000 a été défini sur la commune au titre  de la directive oiseaux : le « piège et collines du Lauragais », d'une superficie de 31 216 ha, ayant une position de transition entre la Montagne Noire et les premiers contreforts pyrénéens. On y voit donc régulièrement des espèces à grand domaine vital soit en chasse, soit à la recherche soit de sites de nidification : le Vautour fauve, l'Aigle royal, le Faucon pèlerin sont ainsi plus ou moins régulièrement observés sur le territoire concerné.

#### Zones naturelles d'intérêt écologique, faunistique et floristique
L’inventaire des zones naturelles d'intérêt écologique, faunistique et floristique (ZNIEFF) a pour objectif de réaliser une couverture des zones les plus intéressantes sur le plan écologique, essentiellement dans la perspective d’améliorer la connaissance du patrimoine naturel national et de fournir aux différents décideurs un outil d’aide à la prise en compte de l’environnement dans l’aménagement du territoire.
Une ZNIEFF de type 1 est recensée sur la commune :
les « collines et bois de Payra-sur-l'Hers » (3 061 ha), couvrant 6 communes du département et une ZNIEFF de type 2, : 
les « collines de la Piège » (27 918 ha), couvrant 40 communes dont 38 dans l'Aude et 2 dans la Haute-Garonne.

Carte des ZNIEFF de type 1 et 2 à Payra-sur-l'Hers.
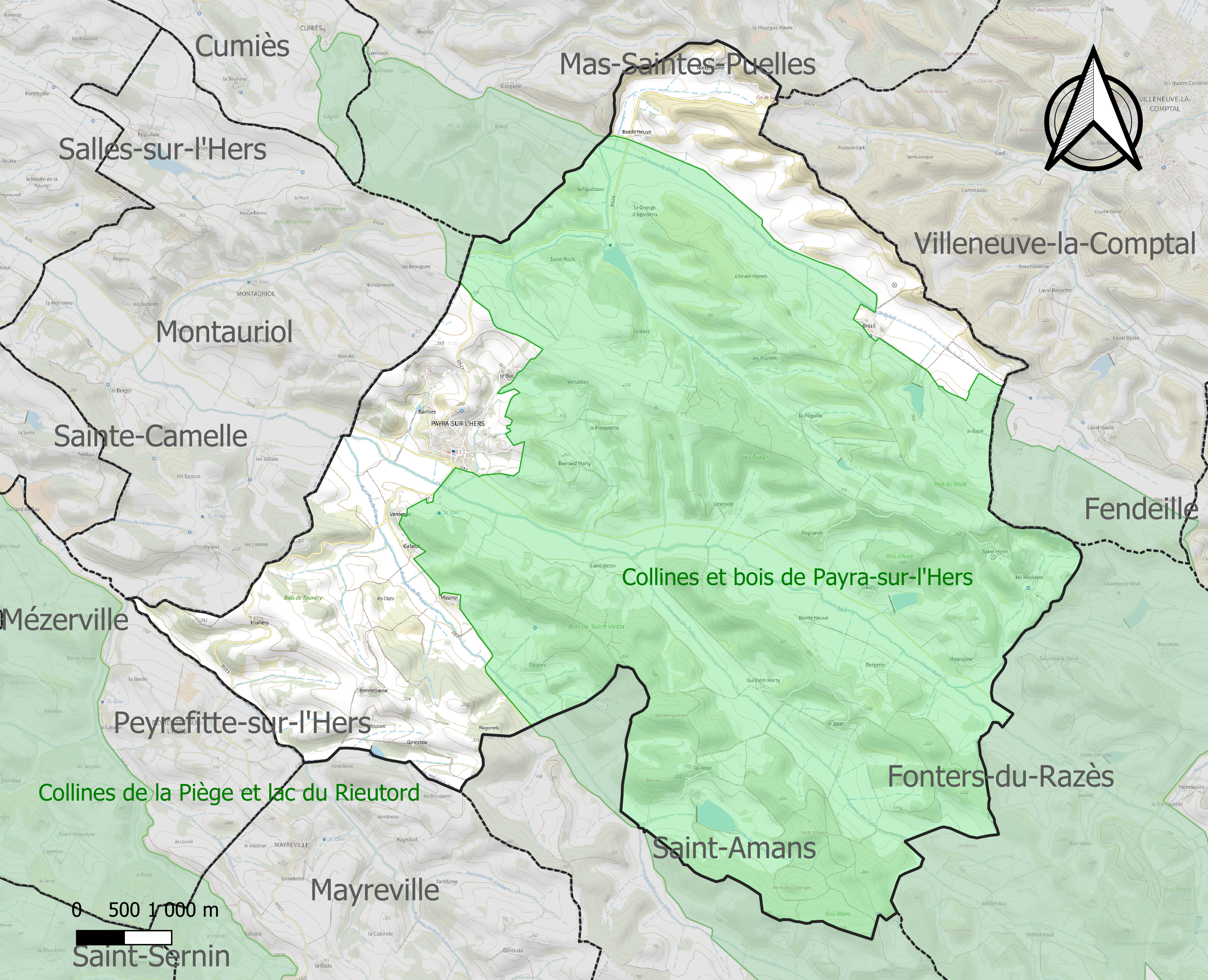
Carte de la ZNIEFF de type 1 sur la commune.
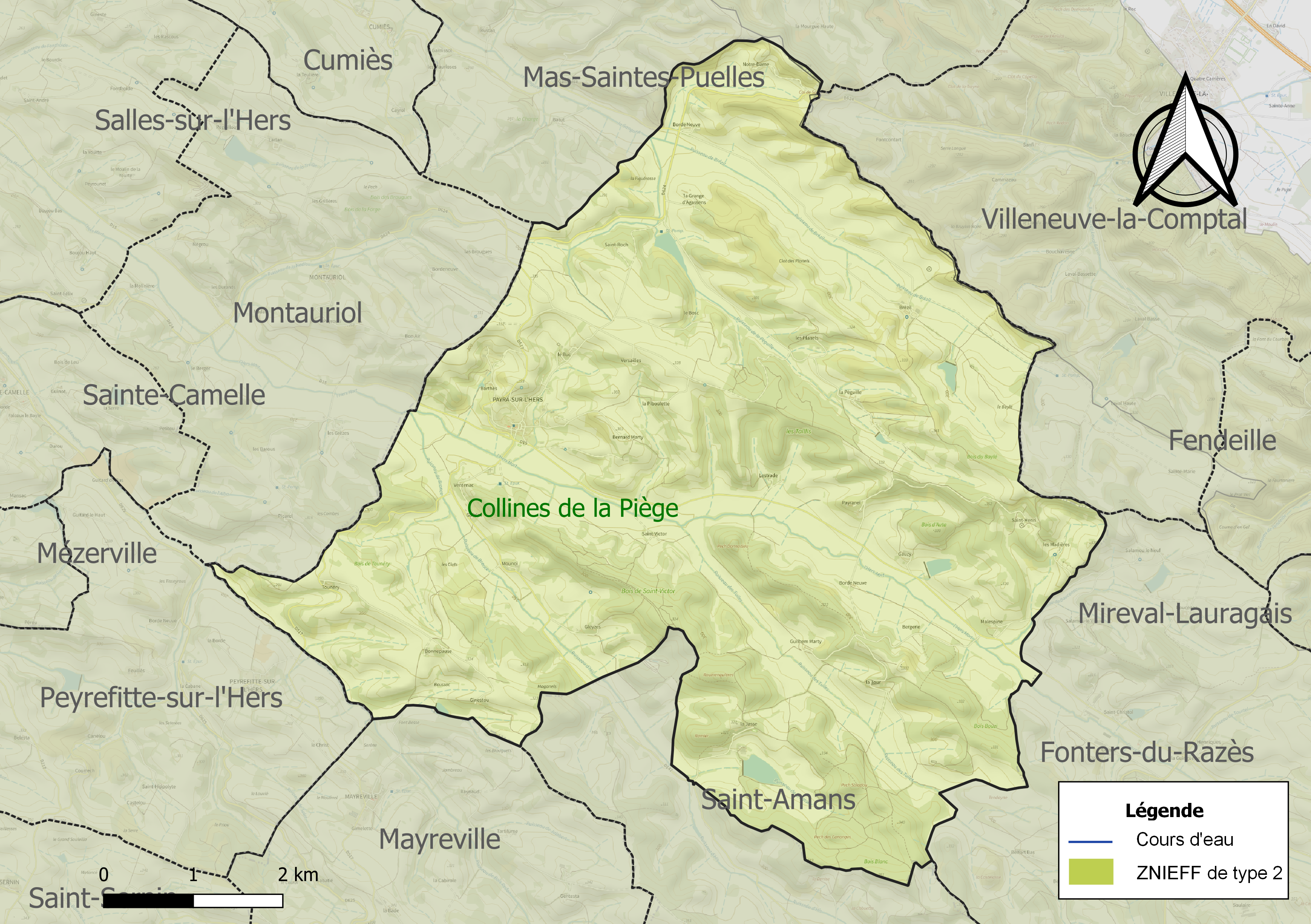
Carte de la ZNIEFF de type 2 sur la commune.

## Urbanisme

### Typologie
Au 1er janvier 2024, Payra-sur-l'Hers est catégorisée commune rurale à habitat très dispersé, selon la nouvelle grille communale de densité à 7 niveaux définie par l'Insee en 2022.
Elle est située hors unité urbaine. Par ailleurs la commune fait partie de l'aire d'attraction de Castelnaudary, dont elle est une commune de la couronne,. Cette aire, qui regroupe 34 communes, est catégorisée dans les aires de moins de 50 000 habitants,.

### Occupation des sols
L'occupation des sols de la commune, telle qu'elle ressort de la base de données européenne d’occupation biophysique des sols Corine Land Cover (CLC), est marquée par l'importance des territoires agricoles (79,2 % en 2018), une proportion identique à celle de 1990 (79,2 %). La répartition détaillée en 2018 est la suivante : 
zones agricoles hétérogènes (43,6 %), terres arables (27,7 %), forêts (19,2 %), prairies (7,9 %), milieux à végétation arbustive et/ou herbacée (1,6 %). L'évolution de l’occupation des sols de la commune et de ses infrastructures peut être observée sur les différentes représentations cartographiques du territoire : la carte de Cassini (XVIIIe siècle), la carte d'état-major (1820-1866) et les cartes ou photos aériennes de l'IGN pour la période actuelle (1950 à aujourd'hui).

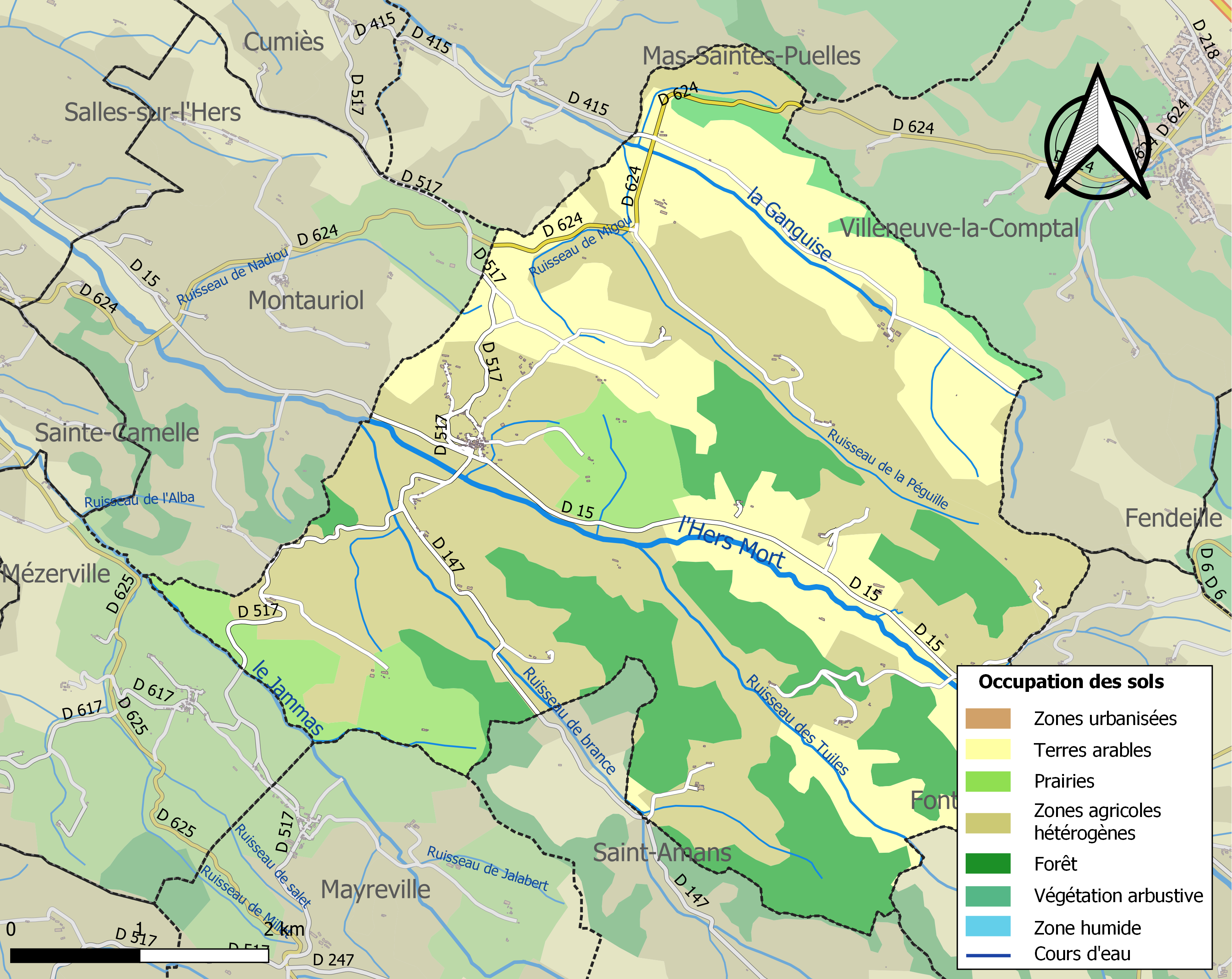
Carte des infrastructures et de l'occupation des sols de la commune en 2018 (CLC).

### Risques majeurs
Le territoire de la commune de Payra-sur-l'Hers est vulnérable à différents aléas naturels : météorologiques (tempête, orage, neige, grand froid, canicule ou sécheresse) et séisme (sismicité très faible). Un site publié par le BRGM permet d'évaluer simplement et rapidement les risques d'un bien localisé soit par son adresse soit par le numéro de sa parcelle.

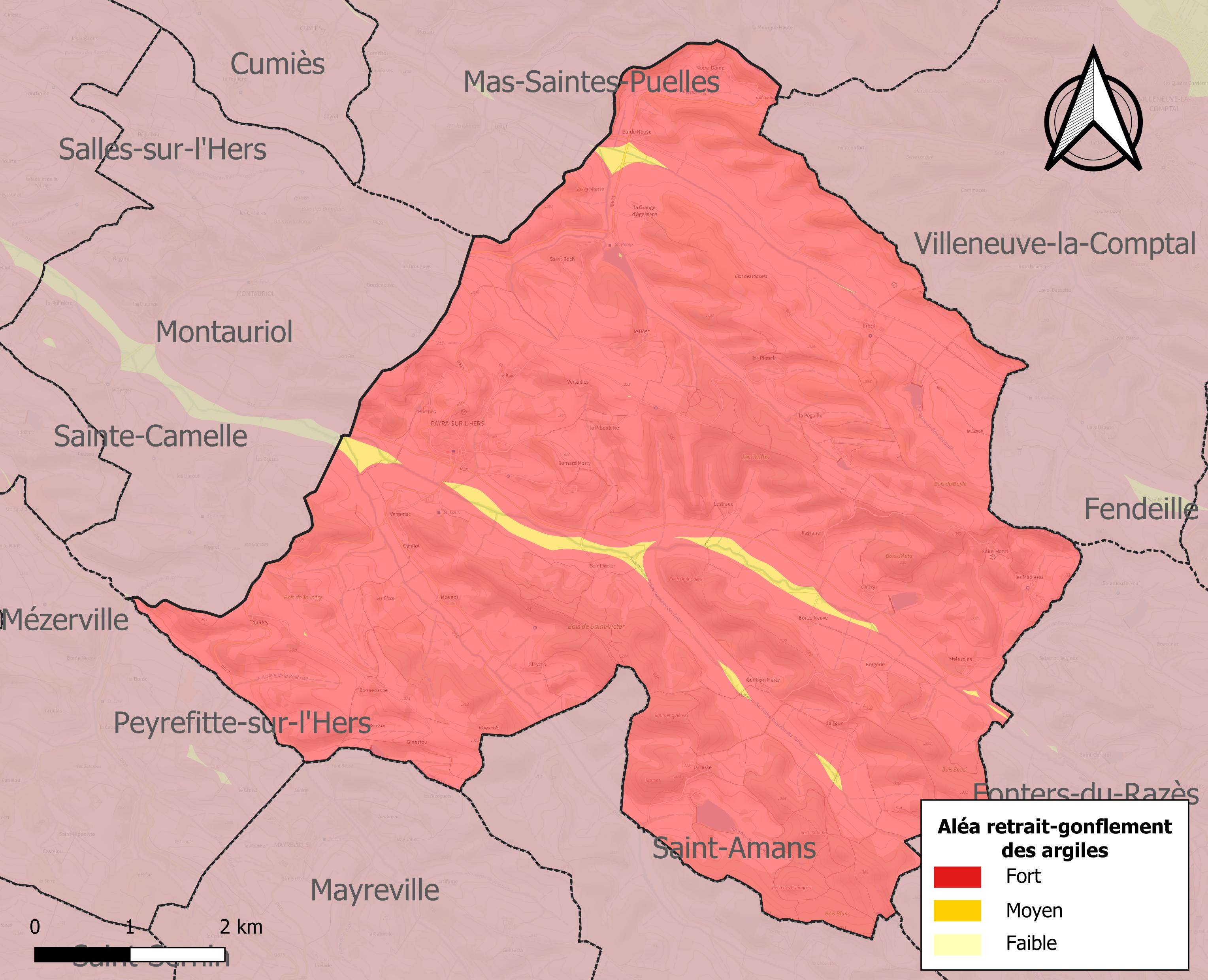
Carte des zones d'aléa retrait-gonflement des sols argileux de Payra-sur-l'Hers.

Le retrait-gonflement des sols argileux est susceptible d'engendrer des dommages importants aux bâtiments en cas d’alternance de périodes de sécheresse et de pluie. La totalité de la commune est en aléa moyen ou fort (75,2 % au niveau départemental et 48,5 % au niveau national). Sur les 124 bâtiments dénombrés sur la commune en 2019, 124 sont en aléa moyen ou fort, soit 100 %, à comparer aux 94 % au niveau départemental et 54 % au niveau national. Une cartographie de l'exposition du territoire national au retrait gonflement des sols argileux est disponible sur le site du BRGM,.

## Toponymie
Le toponyme « Payra », d’origine gallo-romaine, proviendrait du nom « Patrius » et du suffixe « -anum ».

## Histoire
Le premier témoignage textuel de la localité intervient en 1119 sous la forme « Pairano ».
En 1272, la communauté, déjà gérée par quatre consuls, dépendait de la baillie de Laurac. Elle fut ultérieurement rattachée à la bailie du Mas-Saintes-Puelles.
La seigneurie appartenait en toute justice au roi (Henri IV) qui l’aliéna à Jacques de Marion, gouverneur de Castres, au milieu de XVIe siècle (La famille de Marion ayant rendu de grands services au Béarnais au cours des guerres de Religion, Henri IV fut le bienfaiteur de cette famille).
Les seigneurs de Payra prirent une grande part aux guerres de Religion, qui n'épargnèrent pas la localité : le village, occupé par les protestants depuis 1568, fut en outre, traversé par l'armée de Coligny en 1570. En 1580, les troupes catholiques le détruisirent partiellement et, l'année suivante, revinrent l'incendier et investir le château.
Sarah de Marion apporta Payra en mariage à Odet de Capriol-Mandoul, seigneur de Capriol, en 1592. La seigneurie demeura alors aux mains de cette vieille famille chevaleresque jusqu’en 1839. Trois autres co-seigneurs se partageaient ce domaine : l’hôpital de Villasavary, la confrérie de Laurac et le chapitre d’Alet.
Enfin, la commune, qui prit en 1933 le nom de Payra-sur-l’Hers, culmina à 585 habitants en 1851. Aujourd’hui on ne décompte que 177 Payranais.
Le Pech Donnadieu :
En 1910, M. Fages, dans une communication à la Société d'études scientifiques de l'Aude (tome XXI), a signalé qu'il existait à 500 mètres du village, sur le pech Donnadieu, une motte carrée ancienne, sorte de camp retranché, surélevée de 2 mètres sur le terrain, ayant 16 mètres de côté et entourée d’un fossé de 13 mètres de largeur, à la partie supérieure.
Ce fossé, de forme carrée, mesurerait 42 mètres de côté. Sa profondeur serait de 5 mètres côté motte, et de 3 mètres à l'extérieur. À 300 mètres, se trouverait un souterrain-refuge, orienté nord-sud, donnant accès à plusieurs salles creusées dans la molasse, à une profondeur d’un ou deux mètres. Un escalier donnerait accès à la première salle. L'ensemble est aujourd’hui obturé.
Des objets préhistoriques y auraient été trouvés.

## Politique et administration

### Liste des maires
| Période                                  | Période   | Identité             | Étiquette | Qualité |
| ---------------------------------------- | --------- | -------------------- | --------- | ------- |
| mars 2001                                | mars 2008 | Marcel Melet         |           |         |
| mars 2008                                |           | Jean-Jacques Flourié |           |         |
| Les données manquantes sont à compléter. |           |                      |           |         |

## Démographie

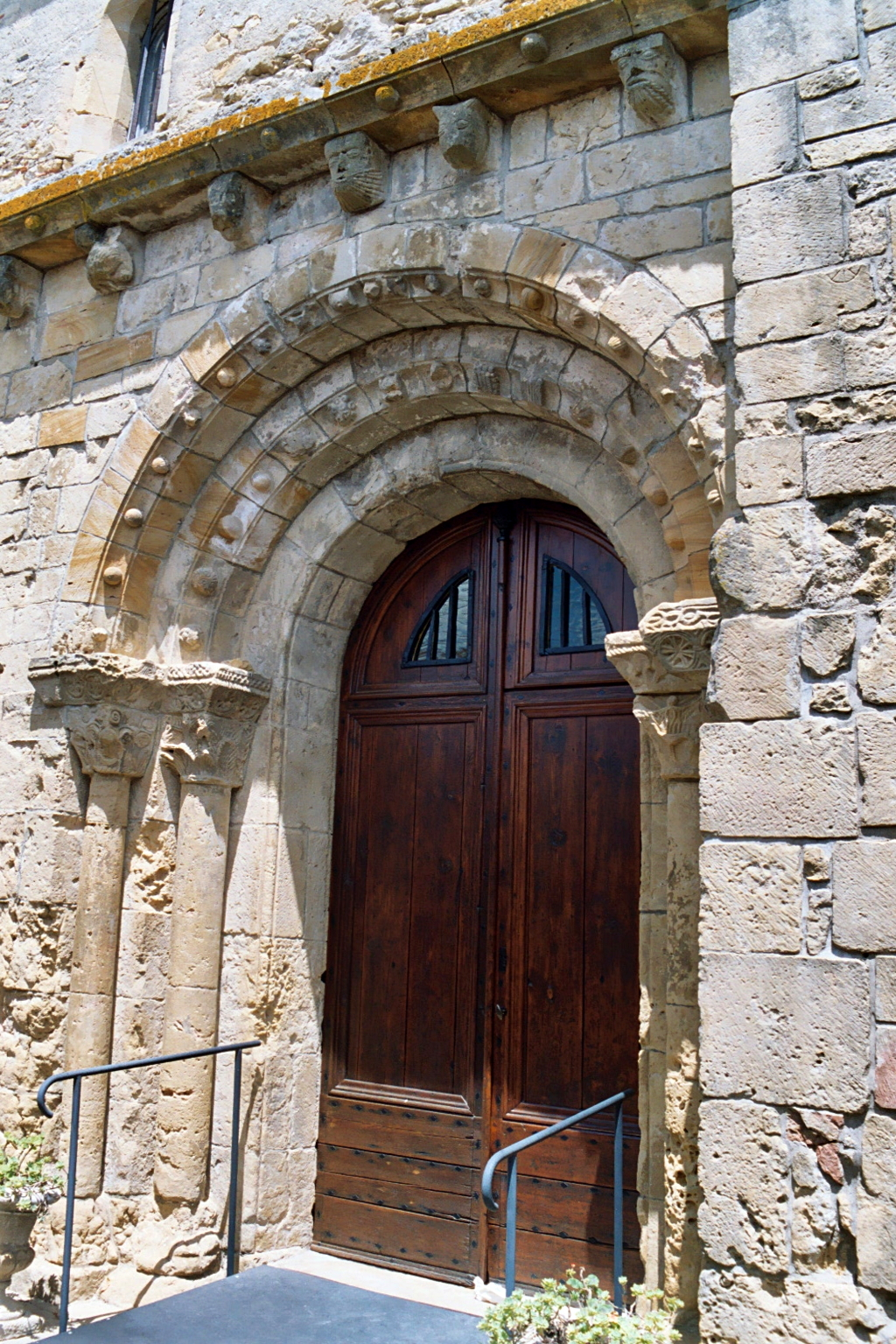
Le portail classé de l'église de la Sainte-Vierge

L'évolution du nombre d'habitants est connue à travers les recensements de la population effectués dans la commune depuis 1793. Pour les communes de moins de 10 000 habitants, une enquête de recensement portant sur toute la population est réalisée tous les cinq ans, les populations de référence des années intermédiaires étant quant à elles estimées par interpolation ou extrapolation. Pour la commune, le premier recensement exhaustif entrant dans le cadre du nouveau dispositif a été réalisé en 2007.

En 2022, la commune comptait 208 habitants, en évolution de +4,52 % par rapport à 2016 (Aude : +2,65 %, France hors Mayotte : +2,11 %).
| 1793 | 1800 | 1806 | 1821 | 1831 | 1836 | 1841 | 1846 | 1851 |
| ---- | ---- | ---- | ---- | ---- | ---- | ---- | ---- | ---- |
| 404  | 418  | 521  | 502  | 538  | 585  | 575  | 558  | 585  |

| 1856 | 1861 | 1866 | 1872 | 1876 | 1881 | 1886 | 1891 | 1896 |
| ---- | ---- | ---- | ---- | ---- | ---- | ---- | ---- | ---- |
| 574  | 536  | 528  | 447  | 477  | 418  | 364  | 386  | 391  |

| 1901 | 1906 | 1911 | 1921 | 1926 | 1931 | 1936 | 1946 | 1954 |
| ---- | ---- | ---- | ---- | ---- | ---- | ---- | ---- | ---- |
| 410  | 375  | 349  | 324  | 313  | 316  | 347  | 296  | 282  |

| 1962 | 1968 | 1975 | 1982 | 1990 | 1999 | 2006 | 2007 | 2012 |
| ---- | ---- | ---- | ---- | ---- | ---- | ---- | ---- | ---- |
| 241  | 206  | 192  | 184  | 158  | 177  | 157  | 154  | 187  |

| 2017 | 2022 | - | - | - | - | - | - | - |
| ---- | ---- | - | - | - | - | - | - | - |
| 205  | 208  | - | - | - | - | - | - | - |

## Économie

### Revenus
En 2018  (données Insee publiées en septembre 2021), la commune compte 86 ménages fiscaux, regroupant 200 personnes. La médiane du revenu disponible par unité de consommation est de 18 520 € (19 240 € dans le département).

### Emploi
| Division       | 2008   | 2013   | 2018   |
| -------------- | ------ | ------ | ------ |
| Commune        | 8,7 %  | 8,7 %  | 7,1 %  |
| Département    | 10,2 % | 12,8 % | 12,6 % |
| France entière | 8,3 %  | 10 %   | 10 %   |

En 2018, la population âgée de 15 à 64 ans s'élève à 125 personnes, parmi lesquelles on compte 77 % d'actifs (69,8 % ayant un emploi et 7,1 % de chômeurs) et 23 % d'inactifs,. En  2018, le taux de chômage communal (au sens du recensement) des 15-64 ans est inférieur à celui de la France et du département, alors qu'en 2008 il était supérieur à celui de la France.
La commune fait partie de la couronne de l'aire d'attraction de Castelnaudary, du fait qu'au moins 15 % des actifs travaillent dans le pôle,. Elle compte 32 emplois en 2018, contre 35 en 2013 et 36 en 2008. Le nombre d'actifs ayant un emploi résidant dans la commune est de 91, soit un indicateur de concentration d'emploi de 35,1 % et un taux d'activité parmi les 15 ans ou plus de 58,8 %.
Sur ces 91 actifs de 15 ans ou plus ayant un emploi, 28 travaillent dans la commune, soit 31 % des habitants. Pour se rendre au travail, 81,3 % des habitants utilisent un véhicule personnel ou de fonction à quatre roues, 2,2 % les transports en commun, 5,5 % s'y rendent en deux-roues, à vélo ou à pied et 11 % n'ont pas besoin de transport (travail au domicile).

### Activités hors agriculture
25 établissements sont implantés  à Payra-sur-l'Hers au 31 décembre 2019. Le tableau ci-dessous en détaille le nombre par secteur d'activité et compare les ratios avec ceux du département,.
Le secteur de l'industrie manufacturière, des industries extractives et autres est prépondérant sur la commune puisqu'il représente 52 % du nombre total d'établissements de la commune (13 sur les 25 entreprises implantées  à Payra-sur-l'Hers), contre 8,8 % au niveau départemental.

### Agriculture
|               | 1988  | 2000 | 2010 | 2020 |
| ------------- | ----- | ---- | ---- | ---- |
| Exploitations | 26    | 20   | 18   | 9    |
| SAU (ha)      | 1 213 | 1262 | 1203 | 973  |

La commune est dans le Lauragais, une petite région agricole occupant le nord-ouest du département de l'Aude,. En 2020, l'orientation technico-économique de l'agriculture  sur la commune est la culture de céréales et/ou d'oléoprotéagineuses. Neuf exploitations agricoles ayant leur siège dans la commune sont dénombrées lors du recensement agricole de 2020 (26 en 1988). La superficie agricole utilisée est de 973 ha,,.

## Culture locale et patrimoine

### Lieux et monuments
- Église de Payra-sur-l'Hers. Le Portail a été classé au titre des monuments historiques en 1932[33]. L'Église, à l'exclusion du portail classé a été inscrite au titre des monuments historiques en 1988[33].

### Personnalités liées à la commune
- Jean-Marie Spanghero
- Claude Spanghero
- Walter Spanghero

### Héraldique
| Blason de Payra-sur-l'Hers | Blason  | Parti : au 1er d’azur au cerf saillant d’or, au 2e d’hermine plain. |
| Blason de Payra-sur-l'Hers | Détails | Le statut officiel du blason reste à déterminer.                    |